# Vysílač Barvičova
Vysílač Barvičova je televizní vysílač, provozovaný společností České Radiokomunikace a nacházející se v ulici Barvičově v Masarykově čtvrti v Brně. Zprovozněn byl v roce 1964. Svým vysíláním pokrývá město Brno a okolí. Všechny 3 celoplošné multiplexy jsou zde šířeny výkonem 10 kW s vertikální polarizací.
Nedaleko Vysílače Brno-Barvičova se na téže ulici nachází další televizní vysílač, který je umístěn na budově Biskupského gymnázia Brno.

## Vysílané stanice

### Televize
Přehled stanic šířených z vysílače Barvičova:
|        | Multiplex    | Kanál | Kmitočet | Výkon (ERP) | Polarizace |
| ------ | ------------ | ----- | -------- | ----------- | ---------- |
| DVB-T2 | Multiplex 21 | 26    | 514 MHz  | 10 kW       | vertikální |
| DVB-T2 | Multiplex 22 | 40    | 626 MHz  | 10 kW       | vertikální |
| DVB-T2 | Multiplex 23 | 33    | 570 MHz  | 10 kW       | vertikální |